# Vermin
Vermin je šesti studijski album norveškog black metal-sastava Old Man's Child. Album je 17. listopada 2005. godine objavila diskografska kuća Century Media Records.

## Popis pjesama
Tekstovi: Galder. 
| 1.    | »Enslaved and Condemned«             | Galder         | 4:15 |
| 2.    | »The Plague of Sorrow«               | Galder         | 4:09 |
| 3.    | »War of Fidelity«                    | Galder         | 4:19 |
| 4.    | »In Torment's Orbit«                 | Galder         | 5:04 |
| 5.    | »Lord of Command (Bringer of Hate)«  | Galder         | 4:51 |
| 6.    | »The Flames of Deceit«               | Galder         | 4:39 |
| 7.    | »Black Marvels of Death«             | Galder         | 4:22 |
| 8.    | »Twilight Damnation«                 | Galder, Jardar | 4:42 |
| 9.    | »...as Evil Descends« (Instrumental) | Galder         | 1:11 |
| 37:32 |                                      |                |      |

## Zasluge
Old Man's Child
- Galder – vokali, gitara, bas-gitara, klavijature, produkcija

Dodatni glazbenici
- Reno Killerich – bubnjevi
- Eric Peterson – solo gitara (na pjesmi 4)

Ostalo osoblje
- Patrik J. Sten – inženjer zvuka, miksanje
- Seth – ilustracije, naslovnica, raspored ilustracija
- Ulf Horbelt – mastering
- Jardar – glazba (na pjesmi 8)
- Katja Piolka – fotografija
- Fredrik Nordström – inženjer zvuka, miksanje
- Christophe Szpajdel – logotip